# Anopheles punctipennis
Anopheles punctipennis är en tvåvingeart som först beskrevs av Thomas Say 1823.  Anopheles punctipennis ingår i släktet Anopheles och familjen stickmyggor. Inga underarter finns listade i Catalogue of Life.